# Zermeghedo
Zermeghedo es un municipio italiano de 1.351 habitantes de la provincia de Vicenza (región de Véneto). 

## Demografía
| Gráfica de evolución demográfica de Zermeghedo entre 1861 y 2001 |
|                                                                  |
| fuente ISTAT - elaboración gráfica a cargo de Wikipedia          |